# Anita Sheoran
Anita Tomar Sheoran (24 listopada 1984) – indyjska zapaśniczka walcząca w stylu wolnym. Dwukrotna uczestniczka mistrzostw świata, zajęła dwunaste miejsce w 2015. Brązowa medalistka mistrzostw Azji w latach 2008–2016. Złota medalistka Igrzysk Wspólnoty Narodów w 2010. Wicemistrzyni Wspólnoty Narodów w 2009, 2011 i 2013, a trzecia w 2005. Triumfatorka igrzysk Azji Południowej w 2019. Szósta w Pucharze Świata w 2013 roku.